# Ryszard Kulesza (historyk)
Ryszard Kulesza (ur. 7 sierpnia 1957 w Wysokiem Mazowieckiem) – polski historyk, badacz dziejów antycznych.

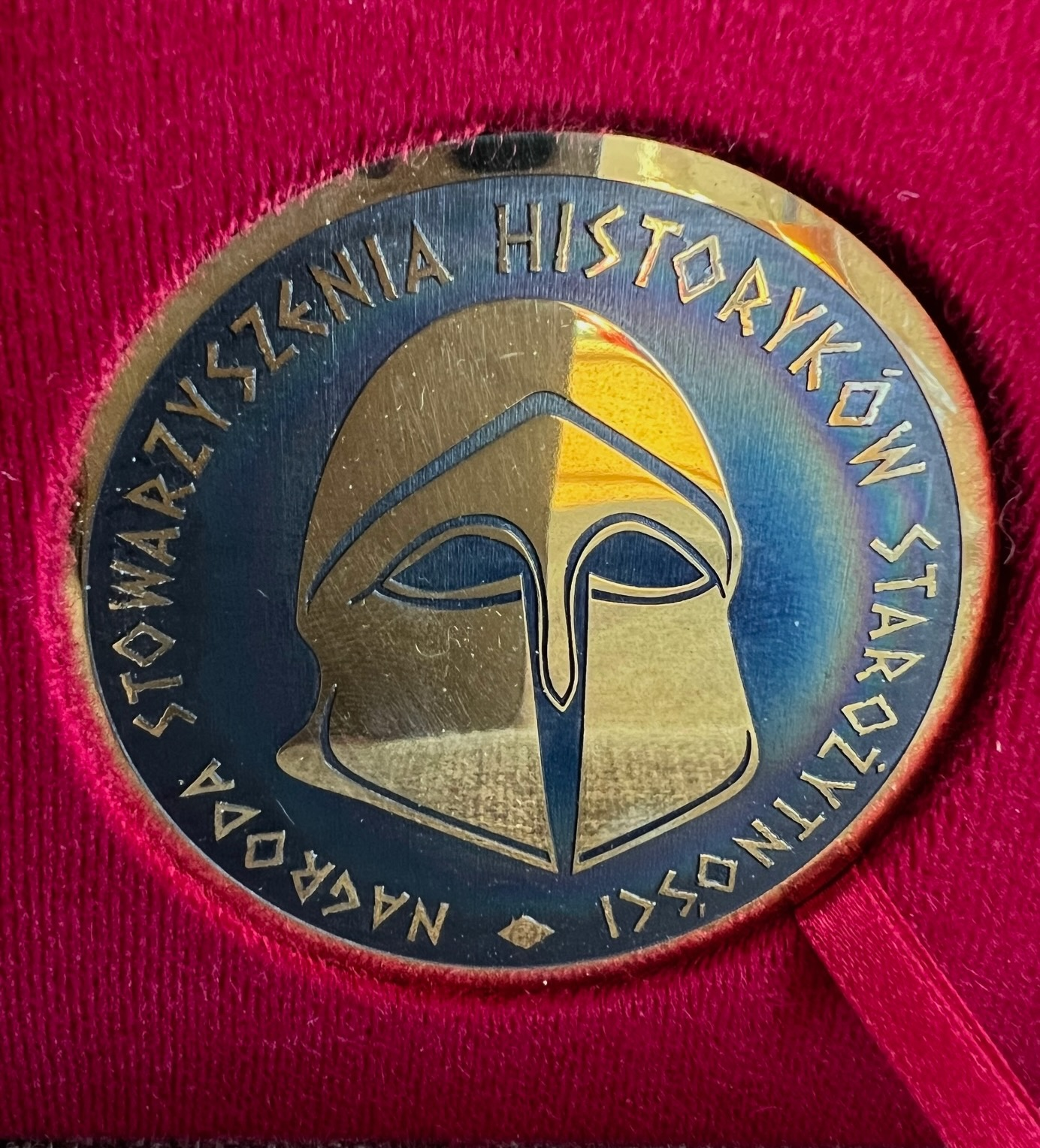
Nagroda Stowarzyszenia Historyków Starożytności przyznana Ryszardowi Kuleszy za książkę Sparta: History, State and Society, Berlin 2022.

## Życiorys
Ukończył LO w Wysokiem Mazowieckim. Laureat II Olimpiady Historycznej (2 miejsce). Absolwent historii UW (1980). Doktorat (Przekupstwo i sprzeniewierzenia w Atenach V i IV wieku p.n.e.) tamże w 1987 pod kierunkiem Izy Bieżuńskiej-Małowist. Habilitacja (Polis Apolis. Wysiedlenia, przesiedlenia i ucieczki ludności w świecie greckim w V i IV wieku p.n.e.) tamże w 1998. Od 1980 zatrudniony w Instytucie Historycznym Uniwersytetu Warszawskiego (Zakład Historii Starożytnej), autor publikacji naukowych i popularnonaukowych na temat antyku, w tym podręczników szkolnych.
Członek redakcji, a następnie rady programowej „Przeglądu Humanistycznego”, twórca i redaktor serii „Akme. Studia historica”, założyciel i pierwszy redaktor „Kwartalnika Polonicum”, członek editorial board „Koinonema. International Center of Hellenic Studies”, członek rady programowej czasopisma „Anabasis. Studia Classica et Orientalia” oraz czasopisma naukowego „Klio”, członek Komitetu Nauk o Kulturze Antycznej PAN, przewodniczący II Komitetu Okręgowego Olimpiady Historycznej (2003–2019); rzeczoznawca MEN w sprawie oceny podręczników do nauczania historii; członek Zespołu Oceniającego Uniwersyteckiej Komisji Akredytacyjnej (UKA), członek Zespołu Międzynarodowych Studiów Doktoranckich (Wrocław-Liverpool), prezes, a następnie w latach 2022-2024 sekretarz generalny Stowarzyszenia Historyków Starożytności, a od 2024 członek Zarządu Stowarzyszenia. Visiting Scholar na Columbia University, także m.in. na Universität Konstanz oraz Goettingen. Stypendysta m.in. Kościuszko Foundation, Mellon Foundation, Fundacji Lanckorońskich, Fundacji na Rzecz Nauki Polskiej, Konferenz der deutschen Akademien der Wissenschaften.
Twórca „Warszawskich syssitii”, spotkań naukowych poświęconych Sparcie.
12 grudnia 2019 Prezydent RP Andrzej Duda nadał mu tytuł naukowy profesora nauk humanistycznych.
Otrzymał nagrodę Klio UW I stopnia za książkę Sparta w V-IV w. p.n.e., Warszawa 2023; nagrodę PAU za wybitny podręcznik Zrozumieć przeszłość. Podręcznik do historii dla liceum ogólnokształcącego i technikum. 1. Zakres rozszerzony. Starożytność, Warszawa 2019; nagrodę Stowarzyszenia Historyków Starożytności  za wybitną publikację poświęconą historii starożytnej Sparta: History, State and Society, Berlin 2022.
Do uczniów należą m.in. Magdalena Miklińska, Andrzej Zinkiewicz, Magdalena Myszkowska-Kaszuba, Tomasz Makólski-Świercz, Sebastian Rajewicz.

## Wybrane publikacje
- Ateny Peryklesa, Warszawa: Wydawnictwa Szkolne i Pedagogiczne 1991.
- Zjawisko korupcji w Atenach V-IV wieku p.n.e., Warszawa: Wydawnictwa Uniwersytetu Warszawskiego 1994 (przekład niemiecki: Die Bestechung im politischen Leben Athens im 5. und 4. Jahrhundert v. Chr., Konstanz: Universitätsverlag Konstanz 1995).
- Maraton 490 p.n.e., Warszawa: „Bellona” 1995, seria Historyczne bitwy (wyd. 2 – Warszawa: Wydawnictwo Askon – Wydawnictwo Attyka 2005).
- Ateny-Sparta 431–404 p.n.e. Wojna peloponeska, Warszawa: Dom Wydawniczy Bellona 1997, seria Historyczne bitwy, II-gie wyd. 2021.
- (przekład) Wolfgang Schuller, Wprowadzenie do studium historii starożytnej, tł. Ryszard Kulesza, Warszawa: Trio 1997.
- Świat starożytny: historia starożytna i teksty źródłowe dla szkół średnich, Warszawa: Mada 1997.
- Polis apolis: wysiedlenia, przesiedlenia i ucieczki ludności w świecie greckim w V i VI wieku p.n.e., Warszawa: IH UW 1998.
- (przekład) Mogens Herman Hansen, Demokracja ateńska w czasach Demostenesa: struktura, zasady i ideologia, tł. Ryszard Kulesza, Warszawa: „DiG” 1999.
- (przekład) Allan Massie, Antoniusz, przeł. Ryszard Kulesza, Warszawa: Prószyński i S-ka 2001.
- (przekład) Pat Southern, Marek Antoniusz, z ang. przeł. Ryszard Kulesza, Warszawa: „Świat Książki” 2001.
- Sparta w V-IV wieku p.n.e., Warszawa: Mada 2003.
- Starożytna Sparta, Poznań: PTPN 2003.
- Argos. Szkice z dziejów politycznych miasta w V wieku p.n.e., Warszawa: Mada 2004.
- Maraton, Warszawa: Attyka 2005.
- Wojna peloponeska, Warszawa: Wydawnictwo Askon – Wydawnictwo Attyka 2006.
- (przekład) Allan Massie, Cezar, przeł. Ryszard Kulesza, Warszawa: Prószyński i S-ka 2007.
- (przekład) Ksenofont, Ustrój polityczny Sparty, przekł. pod kier. Ryszarda Kuleszy, Warszawa: Instytut Historyczny. Uniwersytet Warszawski 2008.
- „With the shield or upon it”: military death and cowardice in Sparta, Warszawa: Instytut Historyczny. Uniwersytet Warszawski 2008.
- Aleksander Wielki, Warszawa: Mada 2009.
- (redakcja) Historia starożytna w Polsce: informator, Warszawa: Instytut Historyczny. Uniwersytet Warszawski 2009.
- (redakcja i przekład) Mogens Herman Hansen, Polis: wprowadzenie do dziejów greckiego miasta-państwa w starożytności, przekł. Andrzej Kulesza, Ryszard Kulesza, red. nauk. i wstęp Ryszard Kulesza, Warszawa: Wydawnictwa Uniwersytetu Warszawskiego 2011.
- (redakcja) Słownik kultury antycznej, red. nauk. Ryszard Kulesza, Warszawa: Wydawnictwa Uniwersytetu Warszawskiego 2012.
- (redakcja) Świat starożytny: państwo i społeczeństwo, red. nauk. Ryszard Kulesza, Warszawa: Wydawnictwa Uniwersytetu Warszawskiego 2013.
- (redakcja) Ksenofont, Agesilaos, przekł. pod kier. Ryszarda Kuleszy – Maciej Daszuta, Rafał Matuszewski, Tomasz Makólski-Świercz, Jerzy Wawrowski, Anna M. Kruszyńska, Magdalena Myszkowska-Kaszuba, Warszawa: Instytut Historyczny Uniwersytetu Warszawskiego 2014.
- Antyczna Hellada. Szkice z dziejów starożytnych Greków, Warszawa: Mada 2013.
- Studies in Greek History, Warsaw: IH UW&Polish Society for Ancient Studies 2017.
- Sparta: History, State and Society, Berlin: Peter Lang Verlag 2022.
- Spartan oliganthropia and homoioi [w:] Citizenship in Antiquity. Civic Communities in the Ancient Mediterranean, edited by Jakub Filonik, Christine Plastow, Rachel Zelnick-Abramovitz, Routledge, London-New York 2023, ss. 179-183.
- Citizenship and the Spartan kosmos [w;] Citizenship in Antiquity. Civic Communities in the Ancient Mediterranean, edited by Jakub Filonik, Christine Plastow, Rachel Zelnick-Abramovitz, Rotledge, London-New York 2023, ss. 209-225.
- Spartan Politics in Action [w:] Kathegetes. Studies in Ancient History, Warfare and Art. Presented to Nick Sekunda on his Seventieth Birtday, edited by Krzysztof Ulanowski and Bogdan Burliga, PHILIPPIKA. Altertumwissenschaftliche Abhandlungen. Contributions to the Study of Ancient World Cultures 171, Harrasowit Verlag, Wiesbaden 2023, ss. 41-56.